# Tragelaphus buxtoni
El niala montano (Tragelaphus buxtoni) es una especie de mamífero artiodáctilo de la familia Bovidae. Es un antílope que vive en las zonas boscosas elevadas de una pequeña región de Etiopía central. 
El niala montaño es de aproximadamente un metro de altura y pesa entre 150 y 300 kilogramos, los machos son mucho más grandes que las hembras. 